# Ceriagrion coeruleum
Ceriagrion coeruleum là một loài chuồn chuồn kim trong họ Coenagrionidae.
Ceriagrion coeruleum được Laidlaw miêu tả khoa học năm 1919.